# Cottage Grove (Minnesota)
Predefinição:Info/Localidade dos Estados Unidosnome = Cottage Grove
Cottage Grove é uma cidade localizada no estado americano de Minnesota, no Condado de Washington.

## Demografia
Segundo o censo americano de 2000, a sua população era de 30.582 habitantes.
Em 2006, foi estimada uma população de 32.969, um aumento de 2387 (7.8%).

## Geografia
De acordo com o United States Census Bureau tem uma área de
98,2 km², dos quais 88,0 km² cobertos por terra e 10,2 km² cobertos por água.

## Localidades na vizinhança
O diagrama seguinte representa as localidades num raio de 12 km ao redor de Cottage Grove.